# ГЕС Дріва
ГЕС Дріва – гідроелектростанція у центральній частині Норвегії за вісім десятків кілометрів на південний схід від Крістіансунна. Використовує ресурс переважно зі сточища річки Дріва, котра тече до Sunndalsfjorden, південного продовження Tingvollfjorden (з'єднаний із системою фіордів на південь від тільки що згаданого міста).
В межах проекту на правій притоці Дріви річці Феста створили витягнуте на 17,7 км водосховище Gjevillvatnet, яке має площу поверхні 21,2 км2 та корисний об’єм 280 млн м3, що забезпечується коливанням рівня між позначками 645,8 та 660,5 метра НРМ. Окрім власного стоку сюди за допомогою тунелю довжиною понад 5 км перекидається додатковий ресурс із розташованих далі на схід водозаборів на Vekveselva та Dørremselva, інших правих допливах Дріви.
Із Gjevillvatnet накопичений ресурс подається на південний захід по головному дериваційному тунелю довжиною майже два десятки кілометрів. Він все-так же прямує по правобережжю Дріви та сполучений з водозаборами на її притоці Vindøla та допливі останньої Storbekken. В одному місці тунель досягає водорозділу з верхів’ям річки Toåa, котра впадає до Todalsfjorden, південного продовження Stangvikfjorden, який в свою чергу є продовженням Trongfjorden та Halsafjorden – всі вони послідовно тягнуться із району Крістіансунна паралельно згаданим вище Tingvollfjorden/Sunndalsfjorden. Завдяки зведеній на Toåa греблі кілька розташованих в її верхній течії озер об’єднались у одну водойму під назвою Товатна, до якої також надходить додатковий ресурс із двох водозаборів на правобережжі Toåa (тут прокладений тунель довжиною біля 3,5 км). Приплив до Тоатна одразу спрямовується до дериваційного тунелю, оскільки рівень поверхні у цьому озері не регулюється, що не дає можливості розцінювати його як водосховище. 
На завершальному етапі до головного приєднується бічний тунель довжиною біля 5 км, який прямує від водозабору на Отті, ще одній правій притоці Дріви.
Основне обладнання станції становлять дві турбіни типу Френсіс потужністю по 71 МВт, які використовують напір у 566 метрів та забезпечують виробництво 602 млн кВт-год електроенергії на рік.
Відпрацьована вода відводиться до протікаючої неподалік від машинного залу Дріви.